# Tala med mig systrar!
Tala med mig systrar! är en svensk dokumentärfilm från 1999 i regi av Maj Wechselmann.
Filmen skildrar motståndet mot Apartheid-regimen i Sydafrika ur ett kvinnoperspektiv och innehåller intervjuer med ca 20 sydafrikanska kvinnor i olika åldrar mellan 18 och 87 år. Filmen innehåller även tillbakablickar på landets historia.
Tala med mig systrar! belönades med ekumeniska juryns pris vid Berlins filmfestival 1999.